# H2GO
H2GO é um carro de brinquedo, da empresa Corgi movido a hidrogênio. Foi lançado em uma feira de brinquedos em Nuremberg na Alemanha, em fevereiro de 2008.